# Скат Ричардсона
Скат Ричардсона  (лат. Bathyraja richardsoni) — вид хрящевых рыб рода глубоководных скатов семейства Arhynchobatidae отряда скатообразных. Обитают в северноной части Атлантического океана, в восточной части Индийского и юго-западной части Тихого океана. Встречаются на глубине до 2992 м. Их крупные, уплощённые грудные плавники образуют округлый диск со треугольным рылом. Максимальная зарегистрированная длина 175 см. Откладывают яйца. Рацион состоит в основном из ракообразных и костистых рыб. Не представляют интереса для коммерческого промысла.

## Таксономия
Впервые вид был научно описан в 1961 году как Raja richardsoni. Он назван в честь Л. Р. Ричардсона из Университета Виктории (Веллингтон)  за его вклад в исследование глубоких вод Новой Зеландии и, в частности, пролива Кука, где был получен образец для исследования. Внешне и морфологически скаты Ричардсона близки с палевыми скатами, ареалы этих видов перекрывают друг друга.

## Ареал
В северо-западной Атлантике скаты Ричардсона обитают от шельфа Ньюфаундленда, Канада, до восточного побережья США от Массачусетса до Северной Каролины. В северо-восточной части Атлантического океана они распространены от Срединно-Атлантического хребта до Бискайского залива, попадаются у Азорских островов. В южном полушарии они обитают в водах Австралии, Тасмании, а по некоторым данным и Новой Зеландии. Встречаются на глубине от 1219 до 2992 м.

## Описание
Широкие и плоские грудные плавники этих скатов образуют ромбический диск с широким треугольным рылом и закруглёнными краями. На вентральной стороне диска расположены 5 жаберных щелей, ноздри и рот. На хвосте имеются латеральные складки. У этих скатов 2 редуцированных спинных плавника и редуцированный хвостовой плавник. Максимальная зарегистрированная длина 175 см. Ширина диска в 1,6 раз превосходит длину. Передний край диска максимально изгибается от уровня брызгалец до уровня первой жаберной щели. Задние края диска почти прямые. Длина переднего края лопастей брюшных плавников равна 0,47 длины заднего края. Межглазничное расстояние равно 1,82 длины орбиты и 1,49 длины брызгалец. Хвост широкий и слегка приплюснутый. Расстояние от кончика рыла до глаз составляет 3,69 длины орбиты, 1,14 дистанции между ноздрями. Окраска дорсальной поверхности диска однотонная, без отметин, серого или серовато-коричневого цвета. Срединный хвостовой ряд образован 18 колючками

## Биология
Эмбрионы питаются исключительно желтком. Эти скаты откладывают яйца, заключённые в продолговатую роговую капсулу с твёрдыми «рожками» на концах. Длина новорождённых 18,2—24,5 см. На скатах Ричардсона паразитируют цестоды Bathygrillotia rowei, Echeneibothrium pollonae, Onchobothrium magnum.

## Взаимодействие с человеком
Эти скаты не являются объектом целевого лова. Попадаются в качестве прилова. Международный союз охраны природы присвоил этому виду охранный статус «Вызывающий наименьшие опасения».